# Jean-Marc Furlan
Pour les articles homonymes, voir Furlan.
Jean-Marc Furlan, né le 20 novembre 1957 à Sainte-Foy-la-Grande (Gironde), est  entraîneur de football français. Il fut aussi joueur de football professionnel (420 matchs) au poste de défenseur central de 1976 à 1993. Son football porté vers l'avant en fait le recordman des montées en Ligue 1.

## Biographie

### Carrière de joueur
Formé aux Girondins de Bordeaux, où il remporte la Coupe Gambardella en 1976, il joue au haut niveau pendant 17 années, à Bordeaux, Montpellier, Laval, Lyon, Tours (demi-finaliste de la Coupe de France puis champion de France de D2), Bastia, Montpellier (champion de France de D2), Lens et Saint-Seurin-sur-l'Isle, où se termine sa carrière de joueur en 1993 (en deuxième division).
Il est appelé en équipe de France B en 1977 et dispute la Coupe du monde militaire.

### Entraîneur amateur
Il débute à Saint-Seurin-sur-l'Isle (CFA 2) comme entraîneur adjoint au côté d'André Menaut, qu'il considère comme son mentor. Il obtient son diplôme d'entraîneur de football (DEF) en 1998, puis le BEES 2e degré spécifique, qui permet d'entraîner des clubs évoluant en CFA, CFA2 et DH. Sous ses ordres le club monte en National et se restructure au sein du Libourne-Saint-Seurin. Le club devient un habitué des bonnes prestations en Coupe de France en atteignant quatre saisons d'affilée les 32es de finale de la compétition et réussit à éliminer en 2003 l'Olympique lyonnais, champion de France en titre. De nombreux jeunes sortent de cette épopée dont Matthieu Chalmé et plus tard Mathieu Valbuena.

### Entraîneur professionnel
En mai 2004 il obtient le diplôme d'entraîneur professionnel de football (DEPF), plus haut diplôme d'entraîneur français.
En 2004-05, il amène l'ES Troyes AC en Ligue 1; il est nommé meilleur entraîneur de Ligue 2 par l'UNFP. Il lance de jeunes joueurs tels que Damien Perquis et Blaise Matuidi.

Il entraîne ensuite le RC Strasbourg entre 2007 et 2009. A la fin de la saison 2007-2008, le club enchaina une série de 11 défaites consécutives, entrainant la relégation du club en Ligue 2. Il sera néanmoins conservé la saison suivante avant de rejoindre le Football Club de Nantes (Ligue 2) en 2009-2010.

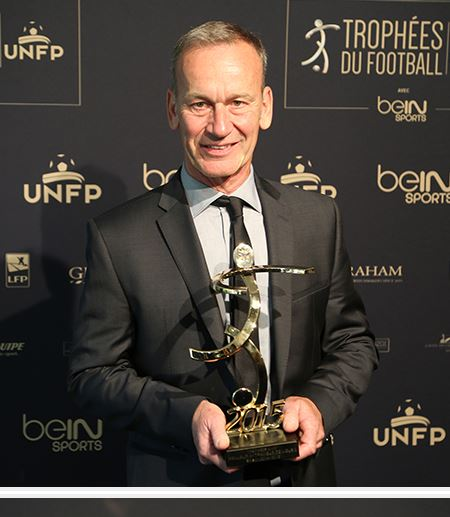
Avec l'ESTAC, Furlan est élu meilleur entraîneur de Ligue 2 en 2005 et 2015.

En 2010-11, il retourne à Troyes (Ligue 2) et monte en Ligue 1 (2011-12) avec le 12e budget de Ligue 2, ce qui lui vaut de faire partie des quatre nommés pour le trophée UNFP de meilleur entraîneur de Ligue 2. Il redescend en Ligue 2 (plus petit budget de Ligue 1) la saison suivante tout en atteignant la demi-finale de la Coupe de France. Lors de ces deux saisons,de nombreux joueurs qu'il a formés partent vers de grands clubs : Djibril Sidibé (Lille), Mounir Obbadi (Monaco) et Fabrice N'Sakala (Anderlecht). Malgré sept départs de joueurs titulaires à l'intersaison, il reconstruit un groupe pour la Ligue 2 qu'il qualifie en demi-finale de la Coupe de la Ligue (2013-14). En 2014-15, Troyes remporte son premier titre de champion de France de Ligue 2 et il devient le premier entraîneur à recevoir un deuxième titre de « Meilleur entraîneur de Ligue 2 » lors des Trophées UNFP. L'intersaison est très agitée (2015-16) : face au manque de garanties financières, la DNCG refuse dans un premier temps l'accession en Ligue 1 pour ensuite la valider tout en bloquant les transferts de joueurs.

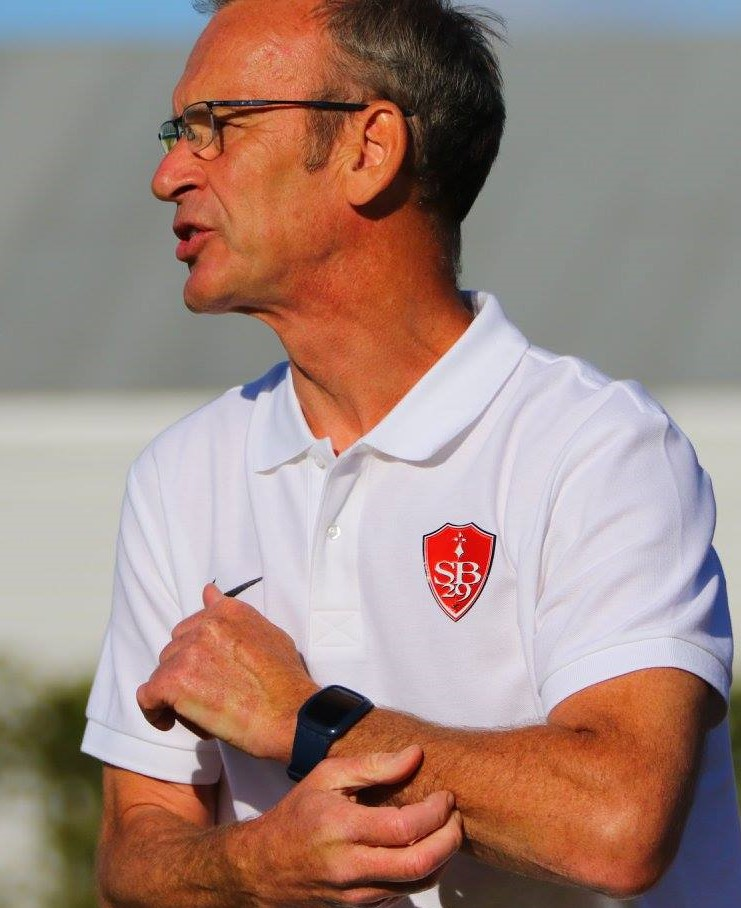
Furlan entraîne Brest de 2016 à 2019.

C'est dans ce contexte difficile que le 3 décembre 2015, Jean-Marc Furlan démissionne pour s'engager (le 30 mai 2016, pour trois saisons) au Stade brestois (Ligue 2). Lors de sa première saison, il dirige son 1200e match officiel (joueur et entraineur) et gagne le titre symbolique de champion d'automne. Il est de nouveau nommé pour le trophée de meilleur entraîneur de L2 en 2017 et 2019. La troisième saison, en mai 2019, Brest accède à l'élite (Ligue 1).
En 2019 il s'engage à l'AJ Auxerre, qui vient de terminer 15e de Ligue 2. « Il me faut du temps pour ancrer mes principes de jeu et recréer une entité auxerroise » déclare-t-il à Onze Mondial. Malgré l'arrêt du championnat en cours de saison à cause de la Covid-19, la "Methode Furlan" se matérialise par une belle 10e place au championnat en 2019-20, une 6e place en 2020-21 puis une 3e place en 2021-22, qualificative pour les barrages d'accession en Ligue 1, il permet à l'AJA de retrouver la Ligue 1 après 10 ans en Ligue 2.
Il s'agit de la cinquième montée en Ligue 1 de Jean-Marc Furlan, après l'ES Troyes AC (en 2004-2005, en 2011-2012, puis en 2014-2015) et le Stade brestois (en 2018-2019).
Il est limogé le 11 octobre 2022 pour avoir adressé des doigts d'honneur aux supporters du Clermont Foot.
Durant la Coupe du monde 2022 Il est consultant pour La chaîne L'Équipe.
Depuis 2007, Jean-Marc Furlan est membre du comité directeur de l'UNECATEF.
Le 6 juin 2023, il s'engage a SM Caen pour deux saisons, avec pour objectif de monter en Ligue 1. Le club met fin à ses fonctions le 7 novembre 2023.

## Palmarès

### Entraîneur
- Champion de France de Ligue 2 en 2015 avec l'ES Troyes AC
- Vice-champion de France de Ligue 2 en 2019 avec le Stade brestois 29
- 3e du championnat de France de Ligue 2 en 2005 et 2012 avec l'ES Troyes AC et l'AJ Auxerre en 2022
- Vainqueur du groupe D de CFA en 2003 avec Libourne-Saint Seurin.
- Vainqueur du groupe F de CFA 2 en 1999 avec Libourne-Saint Seurin.

### Distinctions et records
- Seul entraîneur avec cinq montées de Ligue 2 en Ligue 1, en 2005, 2012 et 2015 avec l'ES Troyes AC, en 2019 avec le Stade brestois 29 et en 2022 avec l'AJ Auxerre
- Deux Trophées UNFP du Meilleur entraîneur de Ligue 2 en 2005 et 2015 avec l'ES Troyes AC
- Nommé dans la catégorie Meilleur entraîneur de Ligue 2 aux Trophées UNFP 2012, 2017 et 2019.
- En 2020, les internautes du Télégramme (le quotidien de Brest) le désignent comme le meilleur entraîneur brestois du XXIe siècle[14].

### Joueur
- Champion de France de D2 en 1984 avec le Tours FC et en 1987 avec le Montpellier HSC.
- Vainqueur de la Coupe Gambardella en 1976 avec les Girondins de Bordeaux.

## Statistiques d'entraîneur
| AS Libourne puis FC Libourne-Saint-Seurin | 1er juillet 1997 | 30 juin 2004    | 263 | 99  | 90  | 74  |     |     |     | 37,6  |
| ESTAC Troyes                              | 1er juillet 2004 | 30 juin 2007    | 123 | 39  | 34  | 50  |     |     |     | 31,7  |
| RC Strasbourg                             | 1er juillet 2007 | 30 juin 2009    | 82  | 28  | 20  | 34  |     |     |     | 34,1  |
| FC Nantes                                 | 3 décembre 2009  | 20 février 2010 | 9   | 2   | 1   | 6   |     |     |     | 22,2  |
| ESTAC Troyes                              | 23 juin 2010     | 3 décembre 2015 | 228 | 90  | 51  | 87  |     |     |     | 39,5  |
| Stade brestois 29                         | 1er juillet 2016 | 30 juin 2019    | 128 | 63  | 35  | 30  |     |     |     | 49,2  |
| AJ Auxerre                                | 1er juillet 2019 | 11 octobre 2022 | 112 | 49  | 35  | 28  |     |     |     | 43,75 |
| SM Caen                                   | 6 juin 2023      | 7 novembre 2023 | 17  | 4   | 3   | 6   |     |     |     |       |
| Total                                     | Total            | Total           | 597 | 231 | 165 | 201 | 730 | 673 | +57 | 38,7  |

## Vie privée
Sa famille a immigré en France au moment du fascisme en Italie. Comme beaucoup d'italiens, ils s'installent dans le Sud-Ouest de la France en Dordogne (à la limite de la Gironde, à Saint Antoine de Breuilh). Dans une interview pour Le Monde il déclare que "dans [sa] famille les hommes sont soit maçons, soit curés"; sa tante est nonne, son oncle est curé et le reste de sa famille est maçon.
Avec Patrick Battiston ils se font remettre symboliquement les clés de la ville de Cinto Caomaggiore (commune au Nord de Venise) par le maire en 2005. Ville dont leurs familles sont originaires.[réf. nécessaire]
Jean-Marc Furlan est un passionné de littérature.